# Front de salut national (Russie)
Pour les articles homonymes, voir Front de salut national.
Le Front de salut national (NSF ou FNS ; russe : Фронт национального спасения ; ФНС , Front natsional'nogo spaseniya , FNS ) était une large coalition de mouvements communistes, monarchiste et nationalistes de droite contre le gouvernement du président Boris Eltsine en Russie. Créé en 1992, le FSN a été le premier groupe à être interdit dans la Russie post-soviétique avant de jouer un rôle de premier plan dans la crise constitutionnelle russe de 1993.

## Fondation
Le FNS a été créé lors d'un congrès le 24 octobre 1992 au cours duquel une alliance a été conclue entre quelque 3 000 militants communistes et nationalistes unis par leur opposition à la présidence de Boris Eltsine. Le nationalisme pur et dur était représenté par un certain nombre d'auteurs et d'idéologues de premier plan, dont Valentin Raspoutine, Alexandre Prokhanov et Igor Shafarevitch. Ils ont été rejoints par d'anciennes personnalités de l'époque soviétique telles que le général Albert Makachov et le colonel Viktor Alksnis et des personnalités politiques telles que Sergueï Babourin du Parti démocratique constitutionnel et le chef du Parti de la liberté populaire Mikhaïl Astafyev. Les coprésidents des mouvements étaient Babourin, Nikolaï Pavlov (tous deux de l'Union populaire russe), Guennadi Ziouganov (futur chef du Parti communiste de la fédération de Russie), Ilya Konstantinov, Astafyev, Valeri Ivanov, Vladimir Isakov, Gennady Sayenko et Albert Makachov. L'implication de Ziouganov dans le FNS a contribué à garantir que lorsqu'il a créé son nouveau Parti communiste en 1993, il a inclus une souche significative de nationalisme dans son idéologie,.

## Idéologie
Shafarevitch a fait valoir que les changements en cours en Russie rappelaient le règlement imposé à l'Allemagne après la Première Guerre mondiale tandis que Konstantinov, qui présidait le comité d'organisation du groupe, a déclaré que les objectifs du groupe étaient d'évincer Eltsine en tant que président, établir une nouvelle coalition gouvernement qui prendrait le contrôle des prix, mettrait fin au démantèlement de l'industrie de l'armement et arrêterait le retrait des troupes des anciens États du bloc de l'Est. Dyen, une revue nationaliste de droite éditée par un certain nombre d'intellectuels nationalistes dont Alexandre Douguine (accusé par Eltsine d'être antisémite), a soutenu le FNS et a servi de porte-parole efficace du parti. L'allié de Douguine, Édouard Limonov, a également fait de son Front national-bolchévique une partie constituante du FNS. À la suite de l'implication de Douguine et Limonov, le FNS a gagné le soutien du nationaliste-révolutionaire belge Jean Thiriart qui a établi le Front européen de libération en tant que réseau de groupes de soutien à travers l'Europe occidentale. Cependant, la combinaison du communisme soviétique et du nationalisme russe militant n'a pas toujours été un mariage confortable. Parmi les fondateurs figuraient Nikolaï Lysenko et son Parti national-républicain de Russie, un groupe nationaliste pur et dur qui prétendait s'inspirer d'Alexandre Soljenitsyne. Cependant, un tract produit par Lyssenko contenant un sentiment violemment anti-caucasien a été critiqué par un dirigeant communiste du FNS, ce qui a conduit le parti de Lyssenko à se retirer du Front en juillet 1993.

## Déclin
Le groupe a commencé à s'effondrer au milieu de 1994 en réponse aux troubles ethniques dans le Caucase du Nord. La direction du FNS a attaqué Eltsine pour ce qu'ils considéraient comme sa réponse brutale au séparatisme ethnique, mais les dirigeants ultra-nationalistes Limonov et Alexandre Barkachov, le chef de l'Unité nationale russe d'extrême droite et une force politique émergente à l'époque, ont fait l'éloge ce qu'ils considéraient comme la détermination d'Eltsine, Barkachov offrant même à Eltsine l'utilisation de son armée de rue pour une utilisation en Tchétchénie.

## Affrontements avec Eltsine
Le 28 octobre 1992, Eltsine a déclaré le FNS inconstitutionnel, faisant de ce groupe le premier à être interdit depuis l'effondrement du communisme. Konstantinov a soutenu cependant qu'Eltsine avait outrepassé son autorité en faisant ainsi et a déclaré que seulement une cour pourrait faire une telle déclaration. L'affaire a été portée devant la Cour constitutionnelle, qui a annulé l'interdiction 12 février 1993.
Plusieurs membres dirigeants du groupe ont été arrêtés et détenus à la prison de Lefortovo au lendemain des troubles, tandis que le Front, ainsi que le Parti communiste ouvrier russe et le Parti Russie libre d'Alexandre Routskoy, se sont vu interdire de participer aux élections de 1993 à la Douma.